# Оукбрук (Кентаки)
Оукбрук (енгл. Oakbrook) насељено је место без административног статуса у америчкој савезној држави Кентаки.

## Демографија
По попису из 2010. године број становника је 9.036, што је 1.31 (17,0%) становника више него 2000. године.
| Група             | 2000.         | 2010.         |
| Белци             | 7.278 (94,2%) | 8.334 (92,2%) |
| Афроамериканци    | 142 (1,8%)    | 179 (2,0%)    |
| Азијати           | 162 (2,1%)    | 203 (2,2%)    |
| Хиспаноамериканци | 82 (1,1%)     | 184 (2,0%)    |
| Укупно            | 7.726         | 9.036         |